# Bambie Thug
Bambie Thug, nombre artístico de Bambie Ray Robinson (Macroom, 6 de marzo de 1993), es una persona artista irlandesa que se dedica al canto, a la música y la composición. Se le conoce por mezclar numerosos géneros en su música, acuñando su propio término, «ouija-pop», para rechazar las categorizaciones artísticas. La música de Robinson se inspira en diversos temas, incluidas las rupturas, la brujería y la drogadicción.
Bambie Thug representó a Irlanda en el Festival de la Canción de Eurovisión 2024 después de ganar la final nacional irlandesa Eurosong 2024 con «Doomsday Blue». Tras su victoria en Eurosong 2024, tanto la canción como Bambie han obtenido una amplia cobertura mediática, especialmente entre los medios locales irlandeses, generando elogios y críticas de varias personalidades y grupos irlandeses.

## Primeros años
Bambie Ray Robinson nació en Macroom, condado de Cork, el 6 de marzo de 1993, de padre sueco y madre irlandesa originaria de Cork. Tiene tres hermanas que también se criaron en Macroom. Bambie asistió a la escuela secundaria St Mary's, Charleville, y formó parte del club de coro de la escuela, lo que ayudó a la escuela a ganar el concurso de coros de escuelas de toda Irlanda. Inicialmente, se formó para bailar ballet, luego asistió al Coláiste Stiofáin Naofa y planeó ir a la universidad para estudiar danza. Posteriormente se mudó a Londres para asistir a la Academia Urdang tras recibir una beca parcial de la misma. Sin embargo, se rompió el brazo durante su estancia en la universidad y pasó a estudiar teatro musical.
Después de graduarse en Urdang, pasó dos años aprendiendo de forma autodidacta a escribir y cantar canciones pop. Robinson firmó inicialmente con una agencia de talentos anónima; sin embargo, la abandonó porque según Robinson, la agencia quería que se dedicara al bubblegum pop.

## Carrera musical

### Comienzos, primeros sencillos (2020-2022)
Bambie recibió crédito musical por primera vez en 2020 como artista en la canción «Mean» de Fike y Fabich, que se lanzó el 26 de junio de 2020. Lanzó su sencillo debut, «Birthday», el 5 de marzo de 2021. La canción, que fue escrita mientras Robinson tenía una adicción a las drogas y cuyo vídeo musical sin censura fue lanzado en sitios de pornografía, fue descrita por el escritor de The Line of Best Fit, Robert Davidson, como una «corriente estoica pero aplastada de conciencia... con su voz persuasiva documentando los acontecimientos a su alrededor como un diario libertino. Flota entre peleas, consume copiosas drogas y espera impacientes a su tardío traficante». Más tarde, Robinson lanzó tres sencillos más ese año, incluido «Psilocyber», una canción sobre un virus informático «psicodélico», «PMP», una canción que promueve la positividad sexual y el amor de Robinson por el «pussy power», y «High Romancy». Para 2022, el escritor de Rockflesh, Stewart Lucas, describió la música de Robinson como «valiente y directa y parece tratar sobre sexo y drogas o sobre drogas y sexo».
Bambie comenzó a salir con una pareja desconocida en la temporada navideña de 2021. Sin embargo, después de una relación que Robinson describió como «realmente tóxica», la relación terminó en 2022, lo que le llevó perder la «confianza y el sentido de su propia persona». Robinson lanzó más tarde «Merry Christmas Baby» el 9 de diciembre de 2022, indicando en Kerrang! «Es curioso cómo la gente cambia como las estaciones. La Navidad pasada juré que había encontrado a la persona indicada. El amor realmente tiene la forma de cubrir las banderas rojas de blanco».

### Egregore, Catexis(2023)
En abril de 2023, Robinson lanzó su primer sencillo de ese año, «Egregore». Se dice que la canción, que lleva el nombre de un término oculto, trata sobre el deseo de Robinson de romper con los hábitos autodestructivos como artista independiente.
Bambie anunció su tercer EP, Cathexis, el 11 de agosto de 2023, y el EP se lanzó oficialmente el 13 de octubre. Junto con el anuncio, lanzó dos sencillos, «Careless» y «Last Summer (I Know What You Did)». En una entrevista con DIY Magazine, afirmó que el EP, influenciado por su amor por el teatro musical, se centra en ellos «siendo criaturas y personajes... [sin embargo,] a veces los personajes son una especie de armadura. Cuando no estoy en un buen espacio mental, son cosas que puedo aprovechar, pero siguen siendo facetas de mí».

### Festival de la Canción de Eurovisión (2024)
El 11 de enero de 2024, se anunció oficialmente que Bambie Thug competiría en Eurosong 2024, la final nacional de Irlanda para el Festival de la Canción de Eurovisión 2024, con su canción «Doomsday Blue». Según una entrevista concedida por el Irish Sun, se presentó para «maldecir» los recuerdos de su violación en mayo de 2023, unas tres semanas antes de un concierto en la presentación debut de Robinson en un festival. En la final nacional ganó tanto la votación del jurado nacional como el televoto, ganándose el derecho a representar a Irlanda. Denise O'Donoghue, del Irish Examiner, destacó la popularidad de Bambie en las redes sociales y en el plató de Late Late Show, donde el público pidió a los votantes «enviar a la bruja».

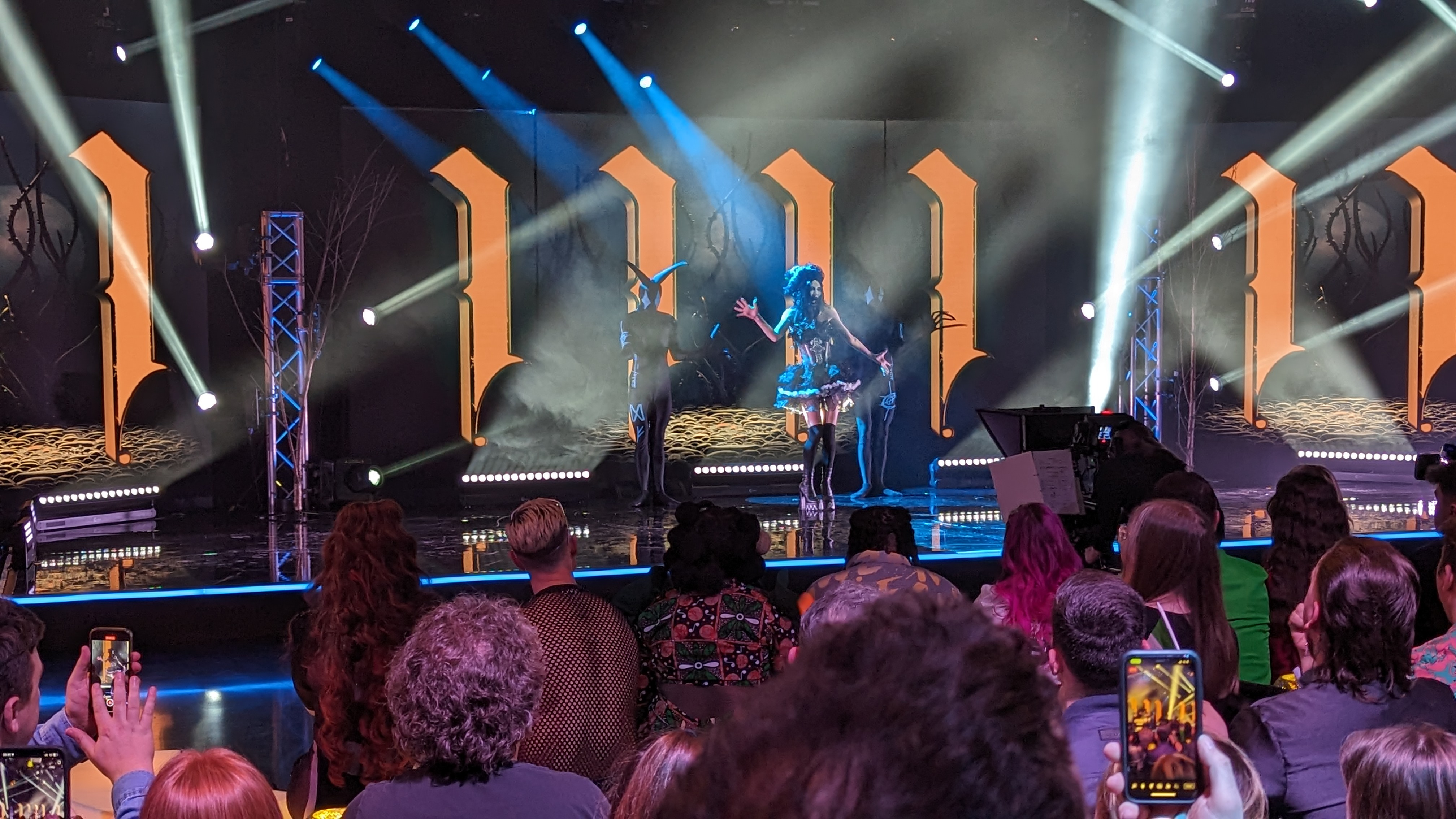
Bambie Thug interpretando «Doomsday Blue» en The Late Late Show en 2024 después de que ganara Eurosong 2024.

Después de su victoria en Eurosong 2024, Bambie Thug llamó la atención de los medios, especialmente de los medios locales irlandeses. La canción, junto con Robinson personalmente, ha recibido críticas por personalidades de extrema derecha irlandesas a raíz de su victoria. Hermann Kelly, presidente del Partido de la Libertad Irlandés de extrema derecha, tuiteó comentarios mordaces sobre Bambie, afirmando: «Bambie Thug debe ser el pavo más grande desde Dustin el Pavo. Parece celebrar el Satanismo y las tonterías "no binarias" del despertar es la moda de el establishment irlandés». El 6 de febrero, más de 2.000 personas firmaron una petición para descalificar a Bambie de su victoria, basada en que «se burla de la cultura nacional [irlandesa]». En respuesta a las críticas, Bambie Thug emitió un comunicado de prensa el 29 de enero en el que decía: «Si no quieres ser parte de Haus Of Thug, no estás en la obligación de emprender este viaje conmigo... no desperdicies tu tiempo. La vida colgada [del] odio... [y] no os enfadéis porque yo no he olvidado el arte del juego, la diversión y la creación y vosotros sí». En una aparición en The Late Late Show en febrero de 2024, Bambie dijo que deseaba «amor y luz» a quienes habían reaccionado negativamente a la canción, y mencionó que una persona había iniciado una petición para eliminarlos de la competición.
La canción en sí también recibió elogios por su singularidad en comparación con canciones irlandesas anteriores enviadas al Festival de la Canción de Eurovisión. Ed Power, escritor en The Irish Times, Ed Power, dio una crítica positiva y afirmó: «Su mezcla de azúcar y especias de pop y metal industrial sin duda aterrizará con fuerza en Malmö». El cantante irlandés Johnny Logan, que ganó el Festival de Eurovisión para Irlanda en 1980 y 1987, declaró en el Sunday World su creencia de que la canción «podría ganar Eurovisión«, elogiando la singularidad de la canción y las imágenes de la puesta en escena. A pesar de responder a fuertes críticas, Robinson también afirmó que sentía que Irlanda «[me apoyó] mucho».

## Estilo de música
Robinson ha utilizado el término «ouija-pop» para describir su música. En una entrevista de 2023, afirmó que «lo mío es electro-pop hiperpunk avant. Lo llamamos grit pop o rot, pero recientemente he estado acuñando el término "ouija pop"». Afirmó que acuñó el término debido a su oposición a «estar en una caja», combinando en cambio numerosos géneros, y Robinson «nunca tuvo nada en mente» al crear música. Una de las principales influencias musicales de Robinson es la reticencia a ceñirse a un estilo o género; En una entrevista con NME, Robinson afirmó que podía hacer «todo» de forma creativa, afirmando su creencia de que la comunidad de música heavy metal se había expandido para incluir más géneros y aceptar mejor a la comunidad LGBTQ+. Sin embargo, también afirmó que la comunidad del heavy metal estaba «bajo ataque», y Robinson se consideraba «rebelde».
Robinson ha manifestado su énfasis en tratar de ser «buen modelo a seguir» con la música, manifestando la creencia de que muchos dentro de la industria «glamurizan» la adicción a las drogas. Afirmó en una entrevista con Gay Times que «Necesitamos promover un comportamiento saludable. Es importante, si queremos abrirnos paso, que los niños y adolescentes que escuchan nuestra música y nos admiran no se vean afectados por este comportamiento negativo».
En entrevistas, Robinson ha declarado que sus artistas favoritos eran Dolly Parton, Britney Spears, Nina Simone, Paul Simon, Joni Mitchell y Led Zeppelin.

## Vida personal

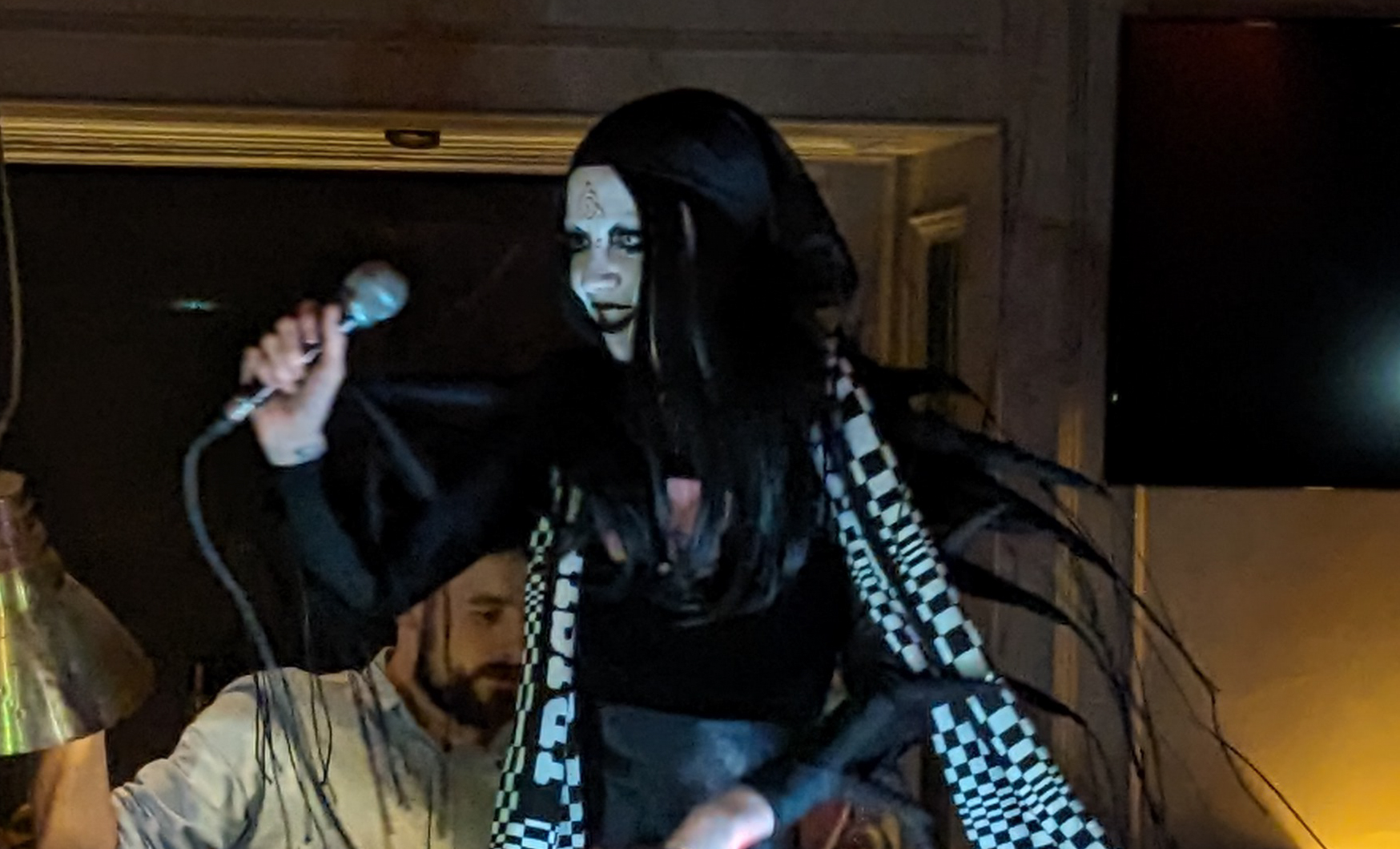
Bambie Thug actuando en Dublín.

En su infancia, a Robinson le diagnosticaron TDAH. Actualmente reside en el este de Londres. En su tiempo libre, Bambie ha trabajado ocasionalmente como princesa de fiestas en eventos para niños discapacitados. También mantuvo anteriormente una cuenta de OnlyFans, publicando imágenes pornográficas. Robinson se ha descrito en su vida personal como «una persona no muy enfadada», y en lugar de eso reprime la ira por sus actuaciones musicales.
Robinson es una persona no binaria. Ha contado en numerosas ocasiones sus experiencias al ser parte de la comunidad LGBTQ+ y ser LGBTQ+ en la industria musical. En una entrevista con Gay Times, Robinson declaró: «Me gusta ser parte de una escena queer en ascenso. Tampoco tuve eso mientras crecía, así que es importante tener gente con la que puedas identificarte y tener música que te hable y te permita tener más libertad para ser tú mismo. – Más voces queer es lo que el mundo necesita».
Robinson practica brujería neopagana, particularmente magia de sigilos y manifestación. También ha afirmado haber hecho magia de sangre durante su período, sosteniendo que es «una ofrenda de tu propia sangre y que también es muy buena para tu piel». La brujería ha tenido una gran influencia en la música de Bambie Thug. Se incluyen numerosos hechizos y maleficios en varias canciones, y crea su propio sello como su propio logotipo oficial.
Bambie Thug ha expresado su apoyo a la exclusión de Israel del Festival de la Canción de Eurovisión 2024 como resultado de la guerra entre Israel y Gaza. Basando su argumento en la exclusión de Rusia del Festival de la Canción de Eurovisión 2022, declaró en el Irish Examiner: «Cuando estaban las cosas con Ucrania, a Rusia no se le permitió entrar, así que no creo que deba haber una regla para uno y diferente para otro». Sin embargo, también ha declarado que la decisión de excluir a Israel debería dejarse en manos de la Unión Europea de Radiodifusión.

## Discografía

### EP
| Título       | Detalles                                                                                              |
| ------------ | --- |
| Psilocyber   | - Publicado: 14 de mayo de 2021 - Sello: Unity Records - Formatos: Descarga digital, streaming        |
| High Romancy | - Publicado: 27 de octubre de 2021 - Sello: Smol Records - Formatos: Descarga digital, streaming      |
| Cathexis     | - Publicado: 13 de octubre de 2023 - Etiqueta: Casa del matón - Formatos: Descarga digital, streaming |

### Sencillos
| Sencillo                                                                   | Año  | Mejores posiciones en listas | Álbum o EP   |
| Sencillo                                                                   | Año  | IRL                          | Álbum o EP   |
| -------------------------------------------------------------------------- | ---- | ---------------------------- | ------------ |
| «Birthday»                                                                 | 2021 | —                            | Psilocyber   |
| «P.M.P»                                                                    | 2021 | —                            | High Romancy |
| «Kawasaki (I Love It)»                                                     | 2022 | —                            |              |
| «Headbang»                                                                 | 2022 | —                            |              |
| «Tsunami (11:11)»                                                          | 2022 | —                            |              |
| «Merry Christmas Baby»                                                     | 2022 | —                            |              |
| «Egregore»                                                                 | 2023 | —                            |              |
| «Careless»                                                                 | 2023 | —                            | Cathexis     |
| «Last Summer (I Know What You Did)» (con Jinka)                            | 2023 | —                            | Cathexis     |
| «Doomsday Blue»                                                            | 2023 | 37                           | Cathexis     |
| «—» denota que no estuvo en listas o que no fue lanzado en ese territorio. |      |                              |              |